# 県道108号 (台湾)
県道108号（けんどう108ごう）は、桃園市蘆竹区から新北市三重区中興橋を結ぶ、全長34.488kmの台湾の県道である。

## 通過する自治体
- 桃園市
  - 蘆竹区
- 新北市
  - 林口区
  - 五股区
  - 三重区

## 接続する道路
- 台15線
- 市道105号
- 市道106号
- 市道107号
- 県道107号甲線
- 台64線（インターチェンジ）
- 市道104号
- 台1線甲線
- 台1線
- 市道104号